# My Mind Wanders and Sometimes Leaves Completely
My Mind Wanders and Sometimes Leaves Completely is het debuutalbum van de Engelse singer-songwriter Lola Young.

## Achtergrond
In 2019 bracht Young haar ep Intro uit. Ze was nog niet toe aan een volwaardig album. Er volgden nog twee ep's, hetzelfde jaar al en in 2021. Ook My Mind Wanders... beschouwt ze zelf niet als een album; in plaats daarvan ziet ze het als een project. Young lijdt aan een schizoaffectieve stoornis wat een belangrijke inspiratiebron was voor de liedteksten.

## Ontvangst
Lola Young wordt qua stemgeluid vergeleken met Adele en Amy Winehouse, haar liedteksten met die van Lily Allen. Zo oordeelde Kitty Empire van The Guardian ook over My Mind Wanders.... Ze hoorde in de liedteksten tevens een vleug Kae Tempest terug, een Engels hiphop- en spoken-wordartieste. Young kreeg last van een cyste op haar stembanden, wat terug te horen is op het album. Het viel Sophie Williams van NME op dat Young hierdoor rauwer en dieper klonk dan eerder. Volgens Williams gaat Young op het album verder dan de "ruimtelijke atmosferen" in haar eerdere werk. Ze noemde het album "de verlate aankomst van een volledig geloofwaardig nieuw talent."  Peter Vantyghem van De Standaard vergeleek Youngs "aanpak" met het debuutalbum van de Belgische soulzangeres Selah Sue.

## Tracklist
| 1.                 | Stream of Consciousness | 3:21 |
| 2.                 | Revolve Around You      | 3:12 |
| 3.                 | Annabel’s House         | 3:25 |
| 4.                 | Semantic Satiation      | 3:00 |
| 5.                 | Pretty in Pink          | 3:37 |
| 6.                 | Money                   | 2:40 |
| 7.                 | What Is It About Me     | 3:34 |
| 8.                 | Black Cab               | 3:44 |
| 9.                 | Don’t Hate Me           | 2:42 |
| 10.                | Chill Out               | 2:48 |
| Totale duur: 32:15 |                         |      |

- MusicBrainz release group: 989b9179-2588-4a20-a715-07c6e3392d89